# إدغار سانابريا
إدغار سانابريا (بالإسبانية: Edgar Sanabria) (و. 1911 – 1989 م) هو محام، ودبلوماسي، وبروفيسور (أستاذ جامعي) من فنزويلا ولد في كراكاس.

## التعليم
تعلم في جامعة فنزويلا المركزية.